# ديولق (سردابة)
دیولق (بالفارسية: دیولق) هي قرية تقع في إيران في قسم سردابة الريفي. يقدر عدد سكانها بـ 1,137 نسمة .